# جورج بيتش (سياسي)
جورج بيتش (بالإنجليزية: George Beach)‏ هو سياسي أمريكي، (و. 1817  م). نشط حزبياً في الحزب الديمقراطي. وقد انتخب عضو مجلس ولاية نيويورك.